# Kupiatycze (obwód brzeski)

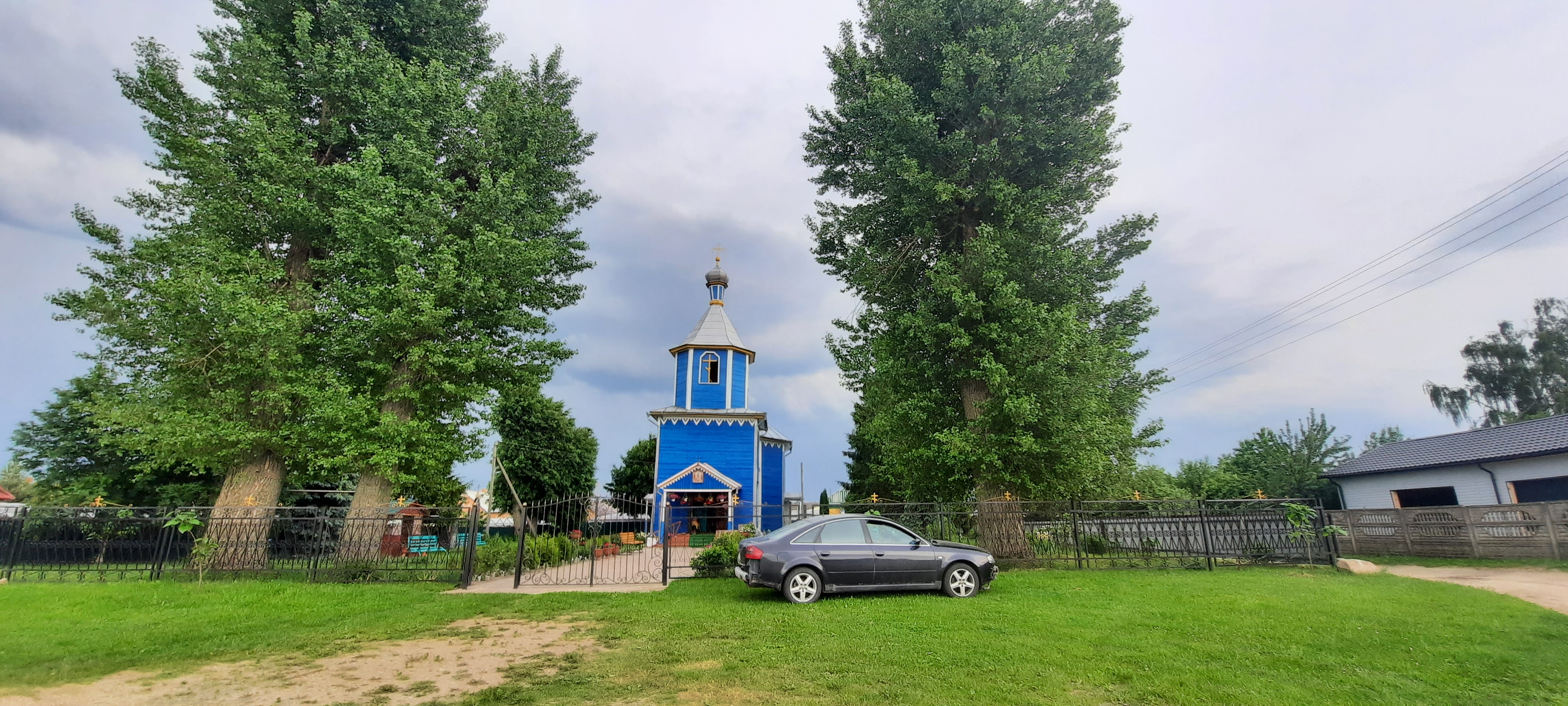
Cerkiew św. Mikołaja

Kupiatycze (biał. Купяцічы, ros. Купятичи) – wieś w rejonie pińskim obwodu brzeskiego, położona na obszarze sielsowietu horodyskiego (Гарадзішчанскі сельсавет).
Siedziba parafii prawosławnej pw. św. Mikołaja Cudotwórcy.

## Historia
Legendarne początki wsi sięgają roku 1182, kiedy to pasąca owce dziewczynka znalazła cudowną ikonę (enkolpion) Matki Bożej. Wkrótce miejscowość stała się lokalnym sanktuarium, a cerkiew kupiatycka otrzymała liczne nadania od władających księstwem pińskim kniaziów Olelkowiczów-Słuckich, a szczególnie panującego po nich kniazia Fedora Iwanowicza Jarosławicza (1501-1522). Po bezpotomnej śmierci Fedora Iwanowicza Jarosławicza księstwo pińskie przeszło w ręce Zygmunta I Starego i jego żony Bony, która również otoczyła opieką miejscową cerkiew.
W połowie XVI w. wieś weszła w skład dóbr rodziny Woynów, których przedstawiciel, kasztelan brzeski Hrehory Woyna, dokonał remontu świątyni.
W 1629 r. Bazyli Kopeć, kasztelan nowogródzki, założył w Kupiatyczach męski monaster Wprowadzenia do Świątyni Matki Bożej i nadał mu 4 włóki ziemi (dwie w Kupiatyczach i dwie za rzeką Jasiołdą we wsi Wólka) wraz z poddanymi. Pierwsi mnisi pochodzili z monasteru Świętego Ducha w Wilnie, m.in. ihumen Józef Nielubowicz-Tukalski i Atanazy Filipowicz.
Rozwój monasteru, któremu metropolita Piotr Mohyła podporządkował cerkwie powiatu pińskiego, zahamowało znacznie ufundowanie klasztoru benedyktynów w pobliskim Horodyszczu przez wojewodę połockiego Jana Karola Kopcia. Przez długi czas zakonnicy prawosławni i katoliccy wiedli ze sobą spór o dobra kupiatyckie.
Wobec zagrożenia ze strony unitów cudowną ikonę kupiatycką w 1655 r. przeniesiono do soboru Sofijskiego w Kijowie. Monaster w Kupiatyczach podlegał już wówczas przełożonym klasztoru Św. Ducha w Wilnie. 
W 1743 r. spór pomiędzy benedyktynami a mnichami kupiatyckimi zakończył się przyłączeniem (na prośbę ktitorki monasteru Teodory Moroz Szczerbickiej) monasteru do monasteru Objawienia Pańskiego (Bogojawleńskiego) w Pińsku. Wtedy też mnisi przyjęli unię brzeską.
Wieś duchowna położona była w końcu XVIII wieku w powiecie pińskim województwa brzeskolitewskiego. 
W okresie rozbiorów Kupiatycze znalazły się w zaborze rosyjskim (od 1795 r. ujezd piński, gubernia mińska). W 1817 r. monaster kupiatycki został zamknięty, a cerkiew monasterska stała się świątynią parafialną. Po likwidacji przez władze rosyjskie unii na ziemiach zabranych świątynia ponownie stała się prawosławną. Przy cerkwi działała rządowa szkółka dla dzieci wiejskich. 
W 1894 r. na miejscu starej świątyni wzniesiono nową pod wezwaniem św. Mikołaja Cudotwórcy, istniejącą do dziś. Wierni zwracali się także z prośbą o zwrot ikony Matki Bożej, jednak odmówiono im tego. 
Po I wojnie światowej wieś znalazła się w granicach Rzeczypospolitej Polskiej, a po II wojnie światowej w obrębie BSRR.

## Współczesność
Obecnie wieś jest ośrodkiem rolnictwa i agroturystyki. Leży na terenie gospodarstwa rolnego „Paczapawa” (ААТ „Пачапава”), które jest częścią agroholdingu „Maczuliszczy” („Мачулішчы”)